# Gian Maria Lepscky
Gian Maria Lepscky (Venezia, 18 settembre 1897 – 12 luglio 1965) è stato un pittore italiano.

## Biografia
Figlio di Cesare e Maria Garizzo. Frequenta l'Accademia di Belle Arti di Venezia e nel 1915 consegue la licenza per il Corso Speciale di Disegno.
Chiamato alle armi come ufficiale dei bombardieri dal 1917 al 1918.

Al ritorno dalla guerra passa un periodo di riposo a Buttrio, presso i cugini Deganutti. A Buttrio in particolare, e nel Friuli in generale, tornerà molto spesso al punto di fondare un cenacolo di artisti. Molte delle sue opere sono dedicate al Friuli come evidenziato in particolare dal catalogo “Gian Maria Lepscky – innamorato del Friuli” realizzato in occasione della mostra tenuta a Cividale del Friuli dal 22 giugno al 28 ottobre 2012, mostra che ha avuto oltre 10.000 visitatori.

Nel 1920 si diploma all'Accademia con il massimo dei voti, subito dopo partecipa alla 10. collettiva della Bevilacqua La Masa, la partecipazione si ripeterà praticamente ogni anno. Nel 1922 consegue l'abilitazione all'insegnamento del disegno, e quindi nel 1924 ottiene la supplenza della cattedra di figura disegnata all'Accademia di Belle Arti di Venezia. Nello stesso anno viene selezionato per partecipare alla XIV Biennale Internazionale di Venezia con l'opera Pettegolezzi.

Avendo criticato a più riprese atti e fatti illegali (in quest'anno si situa anche l'omicidio di Giacomo Matteotti) compiuti dai fascisti viene prima “avvisato” e poi bastonato; denuncia il fatto ma viene “consigliato” di ritirare la denuncia. Attorno a lui viene a crearsi una situazione persecutoria ed una forma di isolamento che lo porterà, pochi anni dopo, ad abbandonare l'Italia.
Nel 1925, in occasione di una mostra a Palazzo Reale a Venezia il re acquista il dipinto Mercato a Chioggia, il dipinto è stato conservato per molto tempo a villa Italia in Monselice.

È del 1927 il primo lavoro a soggetto religioso di grande impegno: dipinge la pala d'altare Il Battesimo per la chiesa parrocchiale di Camporovere di Asiago (Vicenza). A questo lavoro seguiranno molti altri cicli di affreschi (soffitto della chiesa di San Martino di Sambughè (Treviso); facciata per la chiesa di San Leonardo di Treviso; affresco Glorificazione dell'eroe per la cappella dei decorati al valore nell'Ossario di Schio (Vicenza); l'affresco La resurrezione della figlia di Giairo per la Cappella Giol di San Polo di Piave (Treviso); affresco nella cappella dei Caduti in guerra di Ronchis di Latisana (Udine); affresco Il trionfo dell'Immacolata per la chiesa di Fossalta di Piave (Venezia); affresca le lunette con L'Annunciazione e La cena di Emmaus nella chiesa di Paese (Treviso); l'affresco Il martirio di San Bartolomeo per la chiesa di Resana (Treviso); affresco Il miracolo dell'eucaristia per la chiesa arcipretale di Salzano (Venezia)).

Sempre nel 1927 ottiene la cattedra al Liceo Artistico di Venezia.

Nel 1928 è costretto, per motivi politici, a rinunciare all'insegnamento presso il Liceo Artistico di Venezia, ed a causa delle continue persecuzioni si trasferisce prima in Francia per un anno, e quindi nel 1934 in Spagna, a Barcellona, presso la sorella Rosina. In Spagna continua con grande successo l'attività artistica, con esaltanti articoli sulla stampa locale.

Nel 1935 partecipa alla Mostra Commemorativa della Fondazione della Biennale.

Nel 1936, a causa della guerra civile spagnola, è costretto a ritornare in Italia.

Richiamato alle armi, partecipa negli anni 1941-43 alle campagne di guerra in Libia e Tunisia. Il 10 settembre 1944 viene catturato dai tedeschi a Udine, ma riesce a fuggire e vive più o meno clandestinamente fino alla Liberazione, riuscendo anche a partecipare ad alcune mostre.

Nel 1947 partecipa alla I Biennale Mediterranea d'Arte.

Negli anni dal 1950 al 1954 è assistente di anatomia artistica alla cattedra di Carlo Lotti all'Accademia di Venezia, e compone a mano un trattato con le illustrazioni delle varie parti del corpo umano. 

Nel 1954 lascia l'insegnamento all'Accademia, e viene trasferito ad insegnare alla Scuola d'Arte Pietro Selvatico di Padova. Nel 1963 torna ad insegnare a Venezia, all'Istituto d'Arte dei Carmini

A causa di un tumore muore il 12 luglio del 1965.